# 複合施設ふれんど平尾
複合施設ふれんど平尾（ふくごうしせつふれんどひらお）は、東京都稲城市平尾にある、廃校を活用した市立の文化施設である。稲城市民や市外住人の福祉活動やスポーツ活動場所のほか、会議・談話・飲食・児童相談などの場所であり、公職選挙の投票所・ワクチン接種会場などとして活用されている。また施設内に稲城市郷土資料室が設置され、多くの史跡・遺跡・出土品などが存在する稲城市の歴史・文化が学習できるようになっている。

## 概要
複合施設ふれんど平尾は、平尾一丁目9番にかつてあった稲城市立稲城第八小学校を利用して、2004年（平成16年）7月にリニューアルオープンした。入場無料であるが、施設を団体などが予約利用している場所などは入場禁止である。災害時の指定避難所になっている。
最初に施設に入場する時に、敷地内の最も東側にある門扉の近くに、「複合施設ふれんど平尾」と「稲城郷土資料室」という看板がある。東京では珍しく自然豊かで花などが咲いていた。また標高が刻まれた石碑や、駐車場、レンタル自転車がある。南側の門には、防犯カメラを設置の看板や駐車場などがある。

### 生活文化施設ふれんど平尾
生活文化施設ふれんど平尾（せいかつぶんかしせつふれんどひらお）は、複合施設ふれんど平尾敷地内にある元校舎である。施設利用の多くは有料であるが、談話室と郷土資料室、トイレ、エレベーターなどが無料で使用できる。階段などの壁には、卒業生が作成した自画像や、城や金閣寺の神輿や、児童が体育をしている絵などがある。公文書写平尾１丁目教室などが施設内にある。
- 1階：防災倉庫や受付事務室、談話室のほか、パンやクッキーなどを購入できるエイトピア工房、シルバー人材の作業室などがある。グラウンド近くには廃校利用効果が高い目安である、稼働率が高い市民ホール[6]前に受付があり、ワクチン接種会場などがある。市民ホール近くの絵は、小学校時代から平尾台原遺跡[7]が注目されていたので、歴史に関するタイルな絵がある。防音室と市民ホールはワクチン接種会場として使われており、防音室は2022年（令和4年）6月から10月までの毎週木曜日、市民ホールは同年7月31日まで使用される予定であったが、10月31日までに延長された[8]。
- 2階：工作室や実習室、会議室、郷土資料室には「撮影禁止」などという警告文や、防犯カメラがある。
- 3階：調理室や実習室、会議室、相談室などがある。
- 4階：児童のプレイルームや、相談室などがある。
- 屋上：現在屋上には入場できない。上空から見ると生活文化施設の東側に「ふれ平尾」という文字がある。中央には太陽光パネルを設置している。フェンスがあるので小学校当時には入ることができ、平尾を一望でき、教師が勧めたけん玉やコマ回しや風景画の写生などをしていた。

#### 施設利用
施設を文化活動やスポーツ活動などのため団体や個人で利用するには、受付事務室や電話で質問するか、事務室近くのパソコンや施設外パソコン、携帯電話、スマートフォンで、稲城市公共施設予約サイトにて予約する。市外の一個人でも利用できるが、構成員の過半数が稲城市民でないと利用できないこともあり、また団体別に許可条件が変わってくる。利用料金は主に1時間で数百円であり料金改定もする。また公共利用や駐車場利用、談話室は占有不可だが予約無しで無料な場合もある。

#### 公職選挙の投票所
平尾地区では公職選挙の投票所は、ふれんど平尾の体育館から談話室に変わった。期日前投票は平尾自治会館で行われる。

### 体育館
複合施設ふれんど平尾の敷地の南側にある建物は、元は体育館であり、当時は出入口は5つほどあり、体育用具の収納室もあった。バスケットボール・バレーボールが1面、卓球3台、軽体操、ダンス、レクリエーションなどが出来る。フットサルは使用できない。ネットや卓球台などはあるが、ボールなどは各団体で用意する。空調も使用できるが料金がかかる。舞台があり小学校当時には、江戸時代の時代劇などを生徒が演技し、2階からスポットライトをあてた。
選挙の投票は昔からこの体育館で行われている。期日前投票は停留所「台原」と平尾団地の近くの平尾自治会館で行われる。生活文化施設ふれんど平尾と体育館の間の道には、井戸や小学校当時には花壇などもあり、児童が栽培していた。この道以外でも、駐車場とよみうりカントリークラブの間の道からも、グラウンドに行ける。小学校当時には、児童が縄文土器を作るクラブ活動が、この道の市民ホール近くで行われていた。児童が体育などをする時は、元校舎から渡り廊下を通り体育館に入場した。この渡り廊下にも飲料の自動販売機がある。

### グラウンド
複合施設ふれんど平尾の敷地の西側の建物は、元は小学校の校庭である。地面は芝はなく砂である。少年軟式サッカーや少年野球は1面ほど出来る。グラウンドゴルフ、ランニングなどもできる。軟式野球の防球ネット、ベース、ボール等は各団体で用意する。サッカーゴールはあるが、ボール、ゴールネットは各団体で用意する。また、ラインは各自で引く。グラウンドゴルフのボール、ゴールポストなどは各団体で用意する。ナイターは手動スイッチ方式で利用できるが料金がかかる。
春には門の近くのグラウンドに桜が咲く。小学校当時にはこの辺で体育で相撲をした。山を切り崩して作ったためか、施設の敷地を囲む高いコンクリートの崖があったり、施設の周辺でも花が咲いている。体育用具を入れる建物が北側にあったが、今は空き地になっている。グラウンドは、ワクチン接種会場のため、2022年（令和4年）4月1日から7月31日までの毎週土曜日を使用停止期間とする予定であったが、8月31日までに延長している。

### ふれんど平尾まつり
ふれんど平尾まつりが2007年（平成15年）11月4日に行われる広報があった。告知の内容は、喫茶コーナー、障子と襖絵の張り替え実演、折り紙・手工芸の体験、油絵の展示、ベーゴマ、けん玉、ひらお苑による手工芸展示、馬簾太鼓、稲城フィ ルハーモニー、和太鼓 「和」などであった。
2008年（平成16年）10月5日に行われる広報もあった。告知の内容は、「木曽馬の花ちゃん、 愛ちゃんが遊びに来るよ！」と「餌やり体験、さく越しでの写真撮影もできます。体験乗馬ができます。」や、女満別物産展、おもちゃの病院トトロ、吹き矢体験、馬簾太鼓、チアダンス・大道芸（都立若葉総合高校）、裂き織りとんとん、インド料理、アイスクリーム、まぐろ丼、プールで金魚釣りなどであった。
2019年（令和2年）10月24日に「第7回平尾まつりを開催しました（令和元年11月10日）」や「ふれんど平尾会場と第三文化センター会場で同日開催で行いました」という広報もあった。また「ふれんど平尾グラウンドを臨時駐車場としてご利用いただけますが、雨天時は使用できませんので公共交通機関にてご来場ください」とあった。

## 稲城市立稲城第八小学校
稲城市立稲城第八小学校（いなぎしりつ いなぎだいはち しょうがっこう）は、かつて東京都稲城市平尾にあった公立の小学校である。創立が1976年（昭和51年）3月25日であり、2002年（平成14年）4月8日、稲城第五小学校・稲城第八小学校を統合し、稲城市立平尾小学校が開校した。
2002年（平成14年）の統合1年目は、旧稲城第八小学校の校舎を使用。2003年（平成15年）4月より校舎のリニューアルが完了し、平尾小学校の現校舎（旧稲城第五小学校）を使用。その後、2004年（平成16年）7月に複合施設ふれんど平尾が開館した。
1984年（昭和59年）時点での学級数は合計25クラスで、児童数は全学年合計で930名で、職員数は37名（講師・事務員を含む）であった。

### 文化的活動
平尾地域では、縄文時代から古墳時代、奈良時代にかけての複合遺跡である平尾台原遺跡をはじめ、寺社などの史跡が多く点在したことから、学校でも1クラス全員の児童が制作した「金閣寺や城の神輿」などの歴史に関する絵を描き飾る活動のほか、クラブ活動では縄文土器製作や書道、独楽回しやけん玉検定などが推進された。また、ふれんど平尾で行われている女満別との交流も小学校当時から始まった。
現在のふれんど平尾は、耐震などの見えない部分で改修されているが、小学校当時の建物や壁に飾ってある絵などから、大きな変化は見られない。ただし、プール跡地に駐車場が設置され、グラウンド付近の倉庫などは空き地になっている。稲城市郷土資料室近くでは、小学校当時に児童が縄文土器を作成するクラブ活動が存在した。よみうりカントリークラブの森林やふれんど平尾の近郊には、「古沢都古遺跡」が存在した。東京近郊では珍しい自然歩道が残る古沢緑地や東京都では唯一の平尾入定塚、源義経が立ち寄った九朗明神社もある。
また、稲城第五小学校の多くの児童が住んでいた都県境近くの平尾団地には、鎌倉時代の末に新田義貞に敗れた幕府将士の供養塔と「御座松塚」（ござまつづか）があったが、明治時代初期に近隣に移設したとされ、現在は供養塔と松は現存しないが、フェンスで囲われ大きな横断歩道や階段と隣接している。稲城第八小学校の児童の多くが住んでいた平尾団地の中心部な近隣公園なども、多くの縄文遺跡や稲荷林などがあり、大勢の人が集まる盆踊りも行われていた。

## 開館時間
郷土歴史資料室の開館時間は午前9時から午後5時であり、ふれんど平尾は午前9時から午後9時までであり、休日は月曜日および、12月29日から翌年の1月3日（同日が月曜日である時はその翌日）までである。

## 交通アクセス
- 小田急バスだと、発車本数は少ないが南武線南多摩駅や、京王相模原線稲城駅や、本数が多い小田急小田原線・小田急多摩線の新百合ヶ丘駅の南口から乗車し、停留所「台原」で下車し、徒歩5分ほどで到着する。その途中の理容店の近くの丁字路になった車道の前の空き住宅地が、平尾台原遺跡の大きなエリアの中心地であり、セブンイレブン稲城市平尾店がある交差点の向かいの公文教室の前の歩道が、2番目に大きなエリアの中心地である。
- iバスだと小田急多摩線はるひ野駅や、同線栗平駅や、京王相模原線若葉台駅や、南武線南多摩駅から乗車し、停留所「文化センター・ふれんど平尾」を下車すると、杉山神社の御旅所が近くにあり、そこから徒歩1分ほどで到着する。
- タクシーだと、発車本数が多い新百合ヶ丘駅の南口から乗車しても行ける[24]。他の駅はタクシーが多くとまっていない。帰りの場合は、この辺は交通量が少ないのでタクシーをつかまえづらい。この地域のタクシー会社は電話で迎車依頼も出来るが、神奈川県のタクシー会社だと、神奈川県から東京都に行くのは出来ないこともあるが、神奈川県側の新百合ヶ丘駅などに行く場合は出来ることもある。
- 徒歩だと最短は新百合ヶ丘駅北口から25分ほどかかる。
- ふれんど平尾の敷地内には、自動車がとめられる駐車場がある。東側の門扉の付近には、元プールも駐車場になっており、元からあった駐車場の他も駐車場になっているので、車をとめられる台数は少なくはない。駐車場の利用料は無料である[25]。
- ふれんど平尾の東側の門扉の近くの玄関が一般客の出入り口となる。玄関には施設利用などを質問などが出来る受付事務室や、飲料の自動販売機や施設案内パンフレットや、市民などが文化活動や会議などで施設使用の予約などが出来るパソコンがある。また施設外のパソコンや携帯電話やスマートフォンでも、稲城市公共施設予約サイトで予約などが出来る[26]。ふれんど平尾の建物内の多くは土足で通行できる。受付事務室の隣りに選挙の投票所にもなる談話室があり、その隣りには日曜日など多数の休みはあるが、自家製なパンやクッキーなどの販売所「（就労継続支援事業）エイトピア工房[27]」や、トイレやエレベーターや階段などがあり、その先の2階が郷土資料室となる。
- この平尾地域では、ふれんど平尾の東側の門扉の付近と、平尾入定塚の近くの最も東側のブランコなどがある平尾入定塚児童公園内のみに、乗ったり返すことが、スマートフォンなどのアプリで出来る貸し自転車がある[28]。

## 参考・関連文献

### 関連文献
- 『文化財ノート』- 稲城市内の遺跡や出土品についての解説を、1枚紙にオフセット印刷した学習用資料。稲城市教育部生涯学習課が毎年数枚発行し、稲城市郷土資料室の展示品前や資料室前の廊下の棚、中央文化センターにて配布している。一部は市のホームページにてPDF書類のほか、HTML書類でも公開している。
- 卒業アルバム・記念文集（1984年）「稲城第八小 '84」「第8回卒業記念 昭和59年3月 稲城市立稲城第八小学校」